# 周涛
周涛（1968年3月23日—），安徽淮南人，女，汉族，中国节目主持人，中国共产党党员。曾任央视大型节目中心副主任、北京演艺集团首席演出官，现任保利演出董事長、保利文化藝術總監。多次于中国中央电视台春节联欢晚会中担任主持。1995年担任中央电视台《综艺大观》（现已停播）节目主持人后成为家喻户晓的人物。

## 生平
周涛于1993-1995年进入北京电视台，为《北京新闻》主播人之一。1995-2000年就职于中央电视台，担任《综艺大观》主持人，此后，随着综艺大观的成功，周涛成为家喻户晓的主持人之一，另外，她开始多次担任中国中央电视台春节联欢晚会的主持人。2001年开办以环保为主题的综艺节目《真情无限》，任制片人、主持人。2008年主持北京奥运会开幕式。
2016年11月，离开央视，调入北京演艺集团，担任首席演出官。
2021年12月24日，调入中国保利集团旗下保利文化，任艺术总监。

## 家庭
周涛的前夫叫姚科，是中国中央人民广播电台《千里共良宵》的主持人，也是比周涛高三届的学长，两人最后不欢而散。周涛现在的丈夫叫路云，两人1995年相识，路云是一个从事文化产业的商人。

## 奖项
- 第三届全国主持人“金话筒”银奖
- 第四届全国主持人“金话筒”金奖
- 第二届全国播音主持作品（政府奖）一等奖
- 国家广电总局颁发的主持人作品（政府奖）一等奖
- 德国国家电视台颁发的（金皇冠）最佳主持人奖